# Laura (monachesimo)

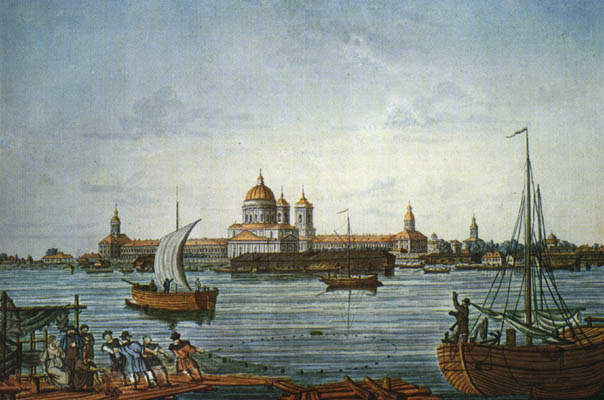
La Lavra di Aleksandr Nevskij, a San Pietroburgo

La laura (in greco antico: Λαύρα?; in cirillico: Ла́вра?, traslitterato lavra) è, nel cristianesimo orientale, un insediamento monastico di dimensioni ridotte.  In origine, indicava un agglomerato di celle o di grotte di monaci, con una chiesa e, alle volte, un refettorio nel mezzo. Si distingueva da un lato dagli eremi degli eremiti, la cui vita non prevedeva momenti passati con altri monaci, dall'altro dai cenobi dei cenobiti, nei quali la vita era tutta in comunità. Il vocabolo ha origini greche e significa "cammino stretto", "gola".

## Storia

### Nelle chiese orientali antiche
Una laura indicava originariamente un agglomerato di celle o di grotte di eremiti, con una chiesa e, alle volte, un refettorio nel mezzo. Gli eremiti conducevano una vita da anacoreta per la maggior parte del loro tempo, ritrovandosi nella chiesa solo al momento delle funzioni celebrate da un sacerdote. Solitamente passavano i giorni lavorativi nelle celle pregando, cibandosi di piccole quantità di cibo e utilizzando le foglie e la corteccia della palma per la fabbricazione di funi e ceste. Il sabato portavano i loro lavori nel cenobio (coenobium) e ricevevano la comunione, tornando nelle proprie celle nella serata di domenica. Le celle erano lasciate aperte e chiunque poteva prendere qualsiasi cosa da ogni cella. Il contatto degli eremiti con il resto del mondo avveniva tramite il sacerdote, che svolgeva le funzioni del moderno abate.
Il primo fondatore di laure fu Caritone, un monaco originario della Licaonia. Egli fondò la laura di Faran, presso Gerusalemme, intorno al 330. Le laure si diffusero presto in Egitto: nello stesso periodo è attestata la fondazione di un agglomerato di celle nel deserto egiziano di Nitria. Una comunità di circa 600 eremiti visse sparsa sopra una vasta aerea, con una propria chiesa e un proprio sacerdote e avendo rapporti con il resto del mondo solo per gli approvvigionamenti alimentari.

Tra i primi fondatori di laure va annoverato anche Eutimio il Grande (377-473). Il suo discepolo Saba (439-523), originario della Cappadocia, si trasferì vicino a Betlemme ove fondò una lavra chiamata poi dal suo nome Mar Saba. Nel VI secolo fu edificato, a sud di Gerusalemme, la laura di Mar Elias, tuttora esistente.

### Nella Chiesa ortodossa
Il modello semieremitico della laura è stato tramandato fino ai nostri giorni dalla Chiesa ortodossa.

Nella Moscovia, nella Russia imperiale e fino ai giorni nostri sono chiamate "Lavre" i più grandi e i più importanti monasteri della Chiesa ortodossa russa e della Chiesa ortodossa dell'Ucraina, direttamente subordinati, rispettivamente, al Santo Sinodo (dal 1721) e al Metropolita di Kiev (dal 1993).

## Elenco di laure esistenti
Chiesa ortodossa greca
- Mar Saba (V secolo)
- Mar Elias (VI secolo)
- Grande Lavra (X secolo)

Chiesa ortodossa russa
- Troice-Sergieva Lavra, dal 1744
- Lavra di Aleksandr Nevskij, dal 1797

Chiesa ortodossa dell'Ucraina
- Pečers'ka Lavra di Kiev, dal 1598
- Počaïvs'ka LLavra, dal 1833
- Uspensko-Svyatogorskaya Lavra, dal 2004

Laure basiliane in Italia
- Oratorio di San Marco a Rossano
- Chiese rupestri di Santa Croce, Cristo di Misericordia e Santa Margherita ad Andria
- Chiesa rupestre di San Michele ad Altamura
- Lama del Fullonese a Grottaglie
- Laura basiliana in contrada San Calogero ad Enna[2]
- Grotte di Britto a Rutigliano
- Cripte di San Nicola e del Padreterno ad Otranto
- Cripta di Santa Cristina a Carpignano Salentino
- Chiesa rupestre di San Biagio e cripte di San Nicola, San Giovanni, Santa Maria di San Giacomo al casale a San Vito dei Normanni
- Cripta del Crocifisso ad Ugento
- Chiese rupestri e cripte di Gravina in Puglia
- Laura di Marsicovetere
- Laura degli Sbariati a Zungri[3]
- Eremo Madonna della Pastorella a Stilo (RC)
- Grotta Sant'Angelo a Stilo (RC)
- Grotta di Santa Agrippina a Mineo (CT)
- Cripta Madonna del Passo a Specchia (LE)
- Cripta dell’Assunta, posta sotto la chiesa matrice a Sanarica (LE)[4].